# СССР на летних Олимпийских играх 1972
На летних Олимпийских играх 1972 года советская делегация состояла из 373 человек. Спортсмены сборной СССР выиграли награды в 21 виде спорта, получив 99 медалей — 50 золотых, 27 серебряных и 22 бронзовых. По 9 золотых было завоёвано в лёгкой атлетике и борьбе, по 6 — в спортивной гимнастике и гребле на байдарках и каноэ, 3 золота — в тяжёлой атлетике. Золотые медали были выиграны также в академической гребле, парусном спорте, конном спорте, велоспорте, боксе, фехтовании, современном пятиборье, стрельбе.
Блеснул на Олимпиаде аспирант из Киева Валерий Борзов, который выиграл забеги на 100 и 200 метров, прервав гегемонию американских спортсменов. Кроме Борзова, победителями Олимпиады стали ещё семь советских легкоатлетов. Вторую золотую медаль в тройном прыжке выиграл Виктор Санеев. В прыжках в высоту победил Юрий Тармак. Киевлянин Анатолий Бондарчук с новым олимпийским рекордом победил в метании молота. Ставропольский метатель молота Василий Хмелевский поднялся на третью ступеньку пьедестала почета. Новый мировой рекорд в десятиборье установил одессит Николай Авилов. Три раза стартовала на Играх в Мюнхене представительница Краснодара Людмила Брагина на дистанции 1500 метров и все три раза улучшала мировой рекорд. Лучшей в толкании ядра была ленинградка Надежда Чижова и в метании диска — москвичка Фаина Мельник.
Мужская сборная СССР по баскетболу впервые завоевала золотые медали, обыграв в напряженном и драматичном матче сборную США. В начале, благодаря грамотной обороне, советская команда захватила лидерство. Однако американцы применили прессинг и практически сравняли счет к концу матча — 49:48 за 36 секунд до конца. Однако из-за нарушения правил советскими баскетболистами за 3 секунды до конца матча американцы вышли вперед 50:49. Модестас Паулаускас ввел мяч в игру из-за лицевой линии, и сразу же зазвучала финальная сирена. Американцы начали праздновать победу, но советские представители указали на нарушение правил: счетчик времени должен включаться не в момент передачи, а в момент приема. Судьи признали ошибку и дали советской сборной повторить ввод мяча. На этот раз мяч взял Иван Едешко и метнул его через всю площадку мимо двух защитников прямо в руки Александру Белову. Центровой советской сборной не промахнулся, матч закончился со счетом 51:50, сборная США впервые проиграла на Олимпийских играх Видеозапись концовки матча. Сборная США отказалась принять серебряные медали и на церемонию награждения не вышла. Игроки сборной не изменили своего мнения до сих пор, и медали по сей день хранятся в сейфе в Лозанне, Швейцария. Капитан сборной США Кеннет Дэвис в своем завещании указал жене и детям никогда не принимать эту награду. Результат матча является одним из наиболее противоречивых исходов за всю историю Олимпийских игр.

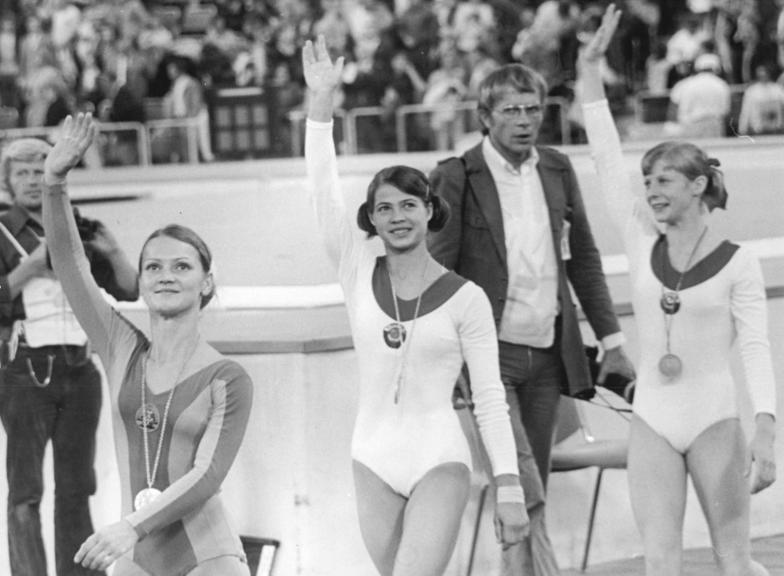
Спортивная гимнастика. Победительницы в многоборье. Карин Янц (ГДР) 2-е место. В центре — Людмила Турищева (СССР) 1-е место. Тамара Лазакович (СССР), 3-е место

Две золотые медали завоевали советские боксеры: Вячеслав Лемешев из Москвы и Борис Кузнецов из Астрахани. В копилку советской команды в Мюнхене борцы вольного стиля внесли пять золотых медалей. На одну медаль отстали борцы классического стиля. Советский борец вольного стиля, белорус, Александр Медведь стал трёхкратным олимпийским чемпионом. Прекрасным выступлением на Олимпиаде запомнился и другой советский борец Иван Ярыгин. Он соревновался также в вольной борьбе — в полутяжелом весе. Ярыгин одержал чистые победы во всех семи схватках, то есть тушировал соперников на олимпийском ковре. На пути к олимпийской вершине Иван Ярыгин установил своеобразный рекорд — на все поединки он затратил времени меньше, чем продолжительность одной схватки.
Абсолютной чемпионкой Игр по гимнастике стала ростовская студентка Людмила Турищева. На соревнованиях на отдельных видах блистала школьница из Гродно Ольга Корбут, ставшая телевизионной звездой соревнований. Не было равных советским гимнасткам в командных упражнениях.
Все золотые медали, кроме одной, в гребле на байдарках и каноэ и у мужчин и у женщин достались советским гребцам. В гребле на байдарке-одиночке у мужчин чемпионом стал Александр Шапаренко из украинского города Сумы, у женщин — медсестра из Одессы Юлия Рябчинская. Николай Горбачёв из города Рогачёв и Виктор Кратасюк из грузинского города Поти выиграл заезд на байдарке-двойке. У женщин на этой дистанции победили Людмила Пинаева и харьковчанка Екатерина Курышко. Лучшими были советская байдарка-четверка и экипаж каноэ-двойки: Владас Чесюнас из Вильнюса и Юрий Лобанов из Душанбе.
Второй раз выиграл Олимпийские игры яхтсмен Валентин Манкин. В Мехико он стал победителем в классе «Финн», а в Мюнхене вместе с матросом Виталием Дырдырой, тоже из Киева, — в классе «Темпест». Вновь, как и на трёх предыдущих Олимпиадах, звание самого сильного человека завоевал советский штангист. На этот раз Василий Алексеев. Подняв в сумме троеборья 640 килограммов и установив новый олимпийский рекорд, он стал недосягаем для соперников. Кроме этого, впервые за всю историю сборная СССР по водному поло выиграла Олимпийские игры. Состав команды: В. Гуляев, А. Древаль, А. Долгушин, А. Акимов, А. Шидловский, А. Баркалов, В. Жмудский, Л. Осипов, А. Кабанов, Н. Мельников и В. Собченко.

## Медалисты

### Золото
| Медаль | Спортсмен | Вид спорта                  | Дисциплина                                        |
| ------ | --- | --------------------------- | ------------------------------------------------- |
| Золото | Иван Едешко Сергей Белов Александр Белов Иван Дворный Александр Болошев Геннадий Вольнов Сергей Коваленко Михаил Коркия Модестас Паулаускас Анатолий Поливода Зураб Саканделидзе Алжан Жармухамедов | Баскетбол                   | Мужчины                                           |
| Золото | Борис Кузнецов | Бокс                        | Мужчины, до 57 кг                                 |
| Золото | Вячеслав Лемешев | Бокс                        | Мужчины, до 75 кг                                 |
| Золото | Роман Дмитриев | Вольная борьба              | Мужчины, до 48 кг                                 |
| Золото | Загалав Абдулбеков | Вольная борьба              | Мужчины, до 62 кг                                 |
| Золото | Леван Тедиашвили | Вольная борьба              | Мужчины, до 82 кг                                 |
| Золото | Иван Ярыгин | Вольная борьба              | Мужчины, до 100 кг                                |
| Золото | Александр Медведь | Вольная борьба              | Мужчины, свыше 100 кг                             |
| Золото | Рустем Казаков | Греко-римская борьба        | Мужчины, до 57 кг                                 |
| Золото | Шамиль Хисамутдинов | Греко-римская борьба        | Мужчины, до 68 кг                                 |
| Золото | Валерий Резанцев | Греко-римская борьба        | Мужчины, до 90 кг                                 |
| Золото | Анатолий Рощин | Греко-римская борьба        | Мужчины, свыше 100 кг                             |
| Золото | Владимир Семенец Игорь Целовальников | Велоспорт                   | Мужчины, гонка на тандемах 2000 м                 |
| Золото | Борис Шухов Валерий Лихачев Геннадий Комнатов Валерий Ярды | Велоспорт                   | Мужчины, командная шоссейная гонка                |
| Золото | Алексей Баркалов Анатолий Акимов Александр Долгушин Вадим Гуляев Александр Древаль Александр Кабанов Николай Мельников Леонид Осипов Вячеслав Собченко Владимир Жмудский Александр Шидловский       | Водное поло                 | Мужчины                                           |
| Золото | Татьяна Гонобоблева Людмила Борозна Людмила Булдакова Вера Дуюнова Галина Леонтьева Наталья Кудрева Роза Салихова Татьяна Сарычева Нина Смолеева Татьяна Третьякова Любовь Тюрина Инна Рыскаль      | Волейбол                    | Женщины                                           |
| Золото | Николай Андрианов | Спортивная гимнастика       | Мужчины, вольные упражнения                       |
| Золото | Виктор Клименко | Спортивная гимнастика       | Мужчины, конь                                     |
| Золото | Людмила Турищева | Спортивная гимнастика       | Женщины, многоборье                               |
| Золото | Ольга Корбут | Спортивная гимнастика       | Женщины, вольные упражнения                       |
| Золото | Ольга Корбут | Спортивная гимнастика       | Женщины, бревно                                   |
| Золото | Любовь Бурда Тамара Лазакович Ольга Корбут Антонина Кошель Эльвира Саади Людмила Турищева | Спортивная гимнастика       | Женщины, командные соревнования                   |
| Золото | Юрий Малышев | Академическая гребля        | Мужчины, одиночка                                 |
| Золото | Александр Тимошинин Геннадий Коршиков | Академическая гребля        | Мужчины, парная двойка                            |
| Золото | Александр Шапаренко | Гребля на байдарках и каноэ | Мужчины, байдарка-одиночка, 1000 м                |
| Золото | Николай Горбачев Виктор Кратасюк | Гребля на байдарках и каноэ | Мужчины, байдарка-двойка, 1000 м                  |
| Золото | Юрий Филатов Валерий Диденко Владимир Морозов Юрий Стеценко | Гребля на байдарках и каноэ | Мужчины, байдарка-четверка, 1000 м                |
| Золото | Владас Чесюнас Юрий Лобанов | Гребля на байдарках и каноэ | Мужчины, каноэ-двойка, 1000 м                     |
| Золото | Юлия Рябчинская | Гребля на байдарках и каноэ | Женщины, байдарка-одиночка, 500 м                 |
| Золото | Людмила Пинаева Екатерина Курышко | Гребля на байдарках и каноэ | Женщины, байдарка-двойка, 500 м                   |
| Золото | Шота Чочишвили | Дзюдо                       | Мужчины, до 93 кг                                 |
| Золото | Иван Калита Иван Кизимов Елена Петушкова | Конный спорт                | Выездка, командные соревнования                   |
| Золото | Валерий Борзов | Лёгкая атлетика             | Мужчины, 100 м                                    |
| Золото | Валерий Борзов | Лёгкая атлетика             | Мужчины, 200 м                                    |
| Золото | Юрий Тармак | Лёгкая атлетика             | Мужчины, прыжки в высоту                          |
| Золото | Виктор Санеев | Лёгкая атлетика             | Мужчины, тройной прыжок                           |
| Золото | Анатолий Бондарчук | Лёгкая атлетика             | Мужчины, метание молота                           |
| Золото | Николай Авилов | Лёгкая атлетика             | Мужчины, десятиборье                              |
| Золото | Людмила Брагина | Лёгкая атлетика             | Женщины, 1500 м                                   |
| Золото | Надежда Чижова | Лёгкая атлетика             | Женщины, толкание ядра                            |
| Золото | Фаина Мельник | Лёгкая атлетика             | Женщины, метание диска                            |
| Золото | Валентин Манкин Виталий Дырдыра | Парусный спорт              | Мужчины, Темпест                                  |
| Золото | Владимир Васин | Прыжки в воду               | Мужчины, трамплин                                 |
| Золото | Борис Онищенко Павел Леднев Владимир Шмелёв | Современное пятиборье       | Мужчины, командные соревнования                   |
| Золото | Яков Железняк | Стрельба                    | Мужчины, малокалиберная винтовка, «бегущий кабан» |
| Золото | Мухарбий Киржинов | Тяжёлая атлетика            | Мужчины, до 67,5 кг                               |
| Золото | Яан Тальтс | Тяжёлая атлетика            | Мужчины, до 110 кг                                |
| Золото | Василий Алексеев | Тяжёлая атлетика            | Мужчины, свыше 110 кг                             |
| Золото | Виктор Сидяк | Фехтование                  | Мужчины, сабля, личное первенство                 |
| Золото | Галина Горохова Александра Забелина Елена Новикова Татьяна Самусенко Светлана Чиркова | Фехтование                  | Женщины, рапира, командные соревнования           |

### Серебро
| Медаль  | Спортсмен                                                                                        | Вид спорта            | Дисциплина                               |
| ------- | ------------------------------------------------------------------------------------------------ | --------------------- | ---------------------------------------- |
| Серебро | Арсен Алахвердиев                                                                                | Вольная борьба        | Мужчины, до 52 кг                        |
| Серебро | Геннадий Страхов                                                                                 | Вольная борьба        | Мужчины, до 90 кг                        |
| Серебро | Николай Яковенко                                                                                 | Греко-римская борьба  | Мужчины, до 90 кг                        |
| Серебро | Николай Андрианов Михаил Воронин Виктор Клименко Александр Малеев Эдуард Микаелян Владимир Щукин | Спортивная гимнастика | Мужчины, командные соревнования          |
| Серебро | Михаил Воронин                                                                                   | Спортивная гимнастика | Мужчины, кольца                          |
| Серебро | Виктор Клименко                                                                                  | Спортивная гимнастика | Мужчины, опорный прыжок                  |
| Серебро | Людмила Турищева                                                                                 | Спортивная гимнастика | Женщины, вольные упражнения              |
| Серебро | Ольга Корбут                                                                                     | Спортивная гимнастика | Женщины, брусья                          |
| Серебро | Тамара Лазакович                                                                                 | Спортивная гимнастика | Женщины, бревно                          |
| Серебро | Виталий Кузнецов                                                                                 | Дзюдо                 | Мужчины, открытое первенство             |
| Серебро | Елена Петушкова                                                                                  | Конный спорт          | Женщины, выездка, личное первенство      |
| Серебро | Евгений Аржанов                                                                                  | Лёгкая атлетика       | Мужчины, бег 800 м                       |
| Серебро | Александр Корнелюк Валерий Борзов Владимир Ловецкий Юрий Силов                                   | Лёгкая атлетика       | Мужчины, эстафета 4х100 м                |
| Серебро | Вениамин Солдатенко                                                                              | Лёгкая атлетика       | Мужчины, ходьба 50 км                    |
| Серебро | Янис Лусис                                                                                       | Лёгкая атлетика       | Мужчины, метание копья                   |
| Серебро | Леонид Литвиненко                                                                                | Лёгкая атлетика       | Мужчины, десятиборье                     |
| Серебро | Ниёле Сабайте                                                                                    | Лёгкая атлетика       | Женщины, бег 800 м                       |
| Серебро | Владимир Буре Виктор Абоимов Игорь Гривенников Виктор Мазанов                                    | Плавание              | Мужчины, эстафета 4×100 м, вольный стиль |
| Серебро | Галина Степанова                                                                                 | Плавание              | Женщины, 100 м, брасс                    |
| Серебро | Борис Онищенко                                                                                   | Современное пятиборье | Мужчины, личное первенство               |
| Серебро | Борис Мельник                                                                                    | Стрельба              | Мужчины, произвольная винтовка, 3х40     |
| Серебро | Евгений Петров                                                                                   | Стрельба              | Мужчины, круглый стенд                   |
| Серебро | Дито Шанидзе                                                                                     | Тяжёлая атлетика      | Мужчины, до 60 кг                        |
| Серебро | Владимир Денисов Анатолий Котешев Виктор Путятин Василий Станкович Леонид Романов                | Фехтование            | Мужчины, рапира, командные соревнования  |
| Серебро | Виктор Баженов Эдуард Винокуров Владимир Назлымов Виктор Сидяк Марк Ракита                       | Фехтование            | Мужчины, Сабля, командные соревнования   |

### Бронза
| Медаль | Спортсмен | Вид спорта            | Дисциплина                                    |
| ------ | --- | --------------------- | --------------------------------------------- |
| Бронза | Руслан Ашуралиев | Вольная борьба        | Мужчины, до 68 кг                             |
| Бронза | Омар Пхакадзе | Велоспорт             | Мужчины, спринтерская гонка 1000 м            |
| Бронза | Виктор Борщ Вячеслав Домани Леонид Зайко Владимир Кондра Валерий Кравченко Евгений Лапинский Владимир Паткин Юрий Поярков Владимир Путятов Александр Сапрыкин Юрий Старунский Ефим Чулак | Волейбол              | Мужчины                                       |
| Бронза | Николай Андрианов | Спортивная гимнастика | Мужчины, опорный прыжок                       |
| Бронза | Тамара Лазакович | Спортивная гимнастика | Женщины, многоборье                           |
| Бронза | Тамара Лазакович | Спортивная гимнастика | Женщины, вольные упражнения                   |
| Бронза | Людмила Турищева | Спортивная гимнастика | Женщины, опорный прыжок                       |
| Бронза | Анатолий Новиков | Дзюдо                 | Мужчины, до 70 кг                             |
| Бронза | Гиви Онашвили | Дзюдо                 | Мужчины, свыше 93 кг                          |
| Бронза | Василий Хмелевский | Лёгкая атлетика       | Мужчины, метание молота                       |
| Бронза | Виктор Потапов | Парусный спорт        | Мужчины, «Финн»                               |
| Бронза | Владимир Буре | Плавание              | Мужчины, 100 м, вольный стиль                 |
| Бронза | Игорь Гривенников Владимир Буре Георгий Куликов Виктор Мазанов | Плавание              | Мужчины, 4×200 м, вольный стиль               |
| Бронза | Галина Степанова | Плавание              | Женщины, 200 м, брасс                         |
| Бронза | Павел Леднев | Современное пятиборье | Мужчины, личное первенство                    |
| Бронза | Виктор Торшин | Стрельба              | Мужчины, малокалиберный самозарядный пистолет |
| Бронза | Эмма Гапченко | Стрельба из лука      | Женщины, личное первенство                    |
| Бронза | Геннадий Четин | Тяжёлая атлетика      | Мужчины, до 56 кг                             |
| Бронза | Игорь Валетов Георгий Зажицкий Григорий Крисс Сергей Парамонов Виктор Модзолевский | Фехтование            | Мужчины, шпага, командные соревнования        |
| Бронза | Владимир Назлымов | Фехтование            | Мужчины, сабля, личное первенство             |
| Бронза | Галина Горохова | Фехтование            | Женщины, рапира, личное первенство            |
| Бронза | Геннадий Еврюжихин Реваз Дзодзуашвили Юрий Елисеев Олег Блохин Аркадий Андриасян Оганес Заназанян Владимир Капличный Евгений Ловчев Виктор Колотов Юрий Истомин Анатолий Куксов Владимир Пильгуй Сергей Ольшанский Владимир Онищенко Йожеф Сабо Вячеслав Семенов Муртаз Хурцилава Евгений Рудаков Андрей Якубик | Футбол                | Мужчины                                       |

## Медали по видам спорта
| Спорт                       | Золото | Серебро | Бронза | Всего |
| --------------------------- | ------ | ------- | ------ | ----- |
| Лёгкая атлетика             | 9      | 7       | 1      | 17    |
| Борьба                      | 9      | 4       | 1      | 14    |
| Спортивная гимнастика       | 6      | 6       | 4      | 16    |
| Гребля на байдарках и каноэ | 6      | 0       | 0      | 6     |
| Тяжёлая атлетика            | 3      | 1       | 1      | 5     |
| Фехтование                  | 2      | 2       | 3      | 7     |
| Велоспорт                   | 2      | 0       | 1      | 3     |
| Академическая гребля        | 2      | 0       | 0      | 2     |
| Бокс                        | 2      | 0       | 0      | 2     |
| Стрельба                    | 1      | 2       | 1      | 4     |
| Дзюдо                       | 1      | 1       | 2      | 4     |
| Современное пятиборье       | 1      | 1       | 1      | 3     |
| Конный спорт                | 1      | 1       | 0      | 2     |
| Парусный спорт              | 1      | 0       | 1      | 2     |
| Волейбол                    | 1      | 0       | 1      | 2     |
| Баскетбол                   | 1      | 0       | 0      | 1     |
| Водное поло                 | 1      | 0       | 0      | 1     |
| Прыжки в воду               | 1      | 0       | 0      | 1     |
| Плавание                    | 0      | 2       | 3      | 5     |
| Стрельба из лука            | 0      | 0       | 1      | 1     |
| Футбол                      | 0      | 0       | 1      | 1     |

## Результаты соревнований

### Академическая гребля
В следующий раунд из каждого заезда проходили несколько лучших экипажей (в зависимости от дисциплины). В финал A выходили 6 сильнейших экипажей, ещё 6 экипажей, выбывших в полуфинале, распределяли места в малом финале B
Мужчины
| Соревнование | Спортсмены                        | Предварительный заезд | Предварительный заезд | Предварительный заезд | Отборочный заезд | Отборочный заезд | Отборочный заезд | Полуфинал | Полуфинал | Полуфинал | Финал   | Финал   | Итоговое место |
| Соревнование | Спортсмены                        | Заезд                 | Время                 | Место                 | Заезд            | Время            | Место            | Заезд     | Время     | Место     | Время   | Место   | Итоговое место |
| ------------ | --------------------------------- | --------------------- | --------------------- | --------------------- | ---------------- | ---------------- | ---------------- | --------- | --------- | --------- | ------- | ------- | -------------- |
| одиночки     | Юрий Малышев                      | 2                     | 7:42,67               | 1 Q                   | не участвовал    | не участвовал    | не участвовал    | 2         | 8:13,49   | 1 QA      | Финал A | Финал A | 1              |
| одиночки     | Юрий Малышев                      | 2                     | 7:42,67               | 1 Q                   | не участвовал    | не участвовал    | не участвовал    | 2         | 8:13,49   | 1 QA      | 7:10,12 | 1       | 1              |
| двойки       | Владимир Поляков Николай Васильев | 3                     | 7:28,97               | 1 Q                   | не участвовали   | не участвовали   | не участвовали   | 2         | 7:46,18   | 4 QB      | Финал B | Финал B | 8              |
| двойки       | Владимир Поляков Николай Васильев | 3                     | 7:28,97               | 1 Q                   | не участвовали   | не участвовали   | не участвовали   | 2         | 7:46,18   | 4 QB      | 7:34,37 | 2       | 8              |